# Karlstein (zámek)

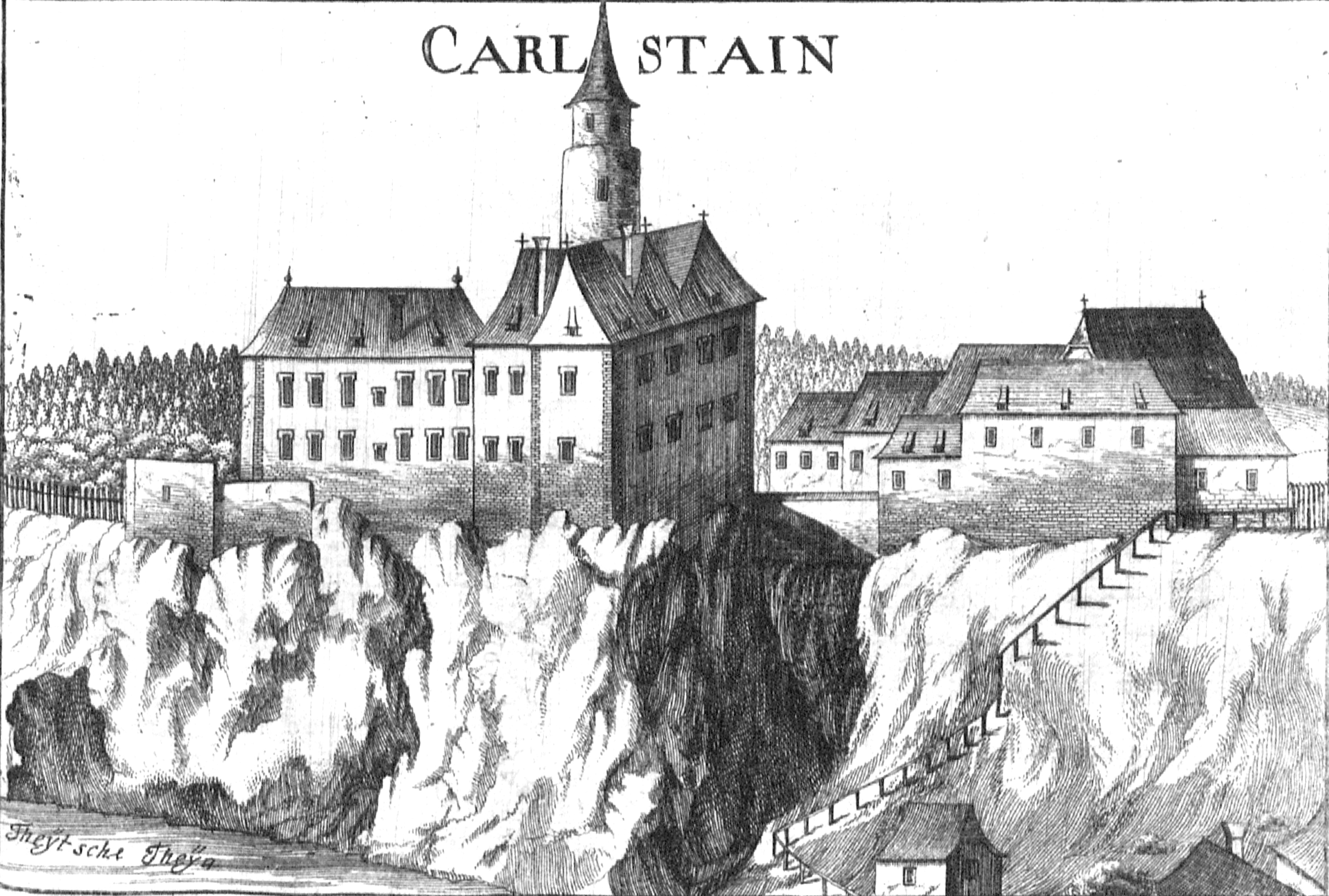
Zámek Karlstein

Zámek Karlstein nebo také Hrad Karlstein se nalézá na strmé skále v Karlstein an der Thaya v okrese Waidhofen an der Thaya v rakouské spolkové zemi Dolní Rakousko.

## Historie

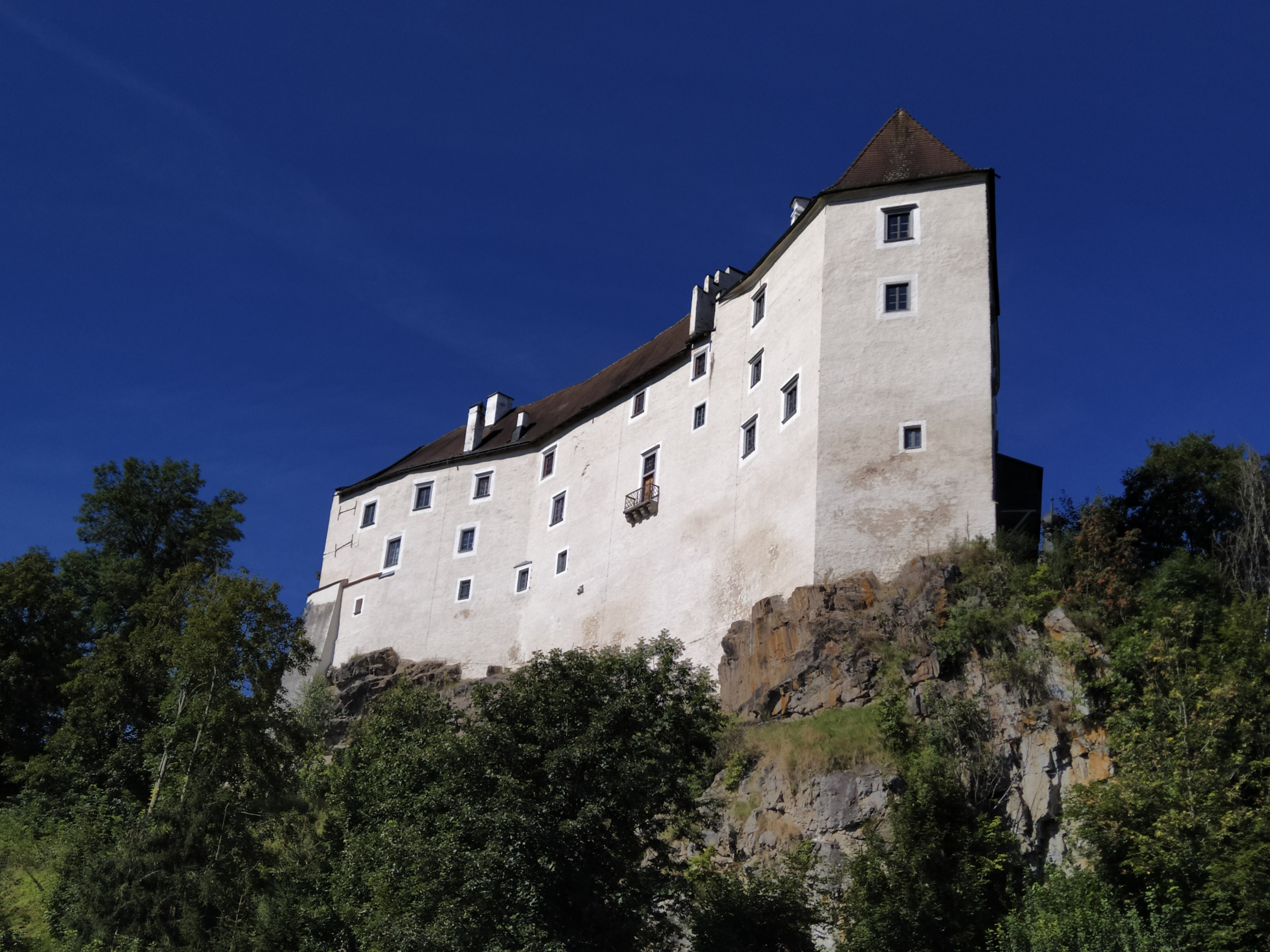
Hrad Karlstein

Karlstein byl poprvé v písemnostech zmíněn v roce 1112 a nazýván jako Chadelstain. Sloužil jako léno různých šlechtických rodin a patřil zemskému knížeti. Krátce byl mezi Puchheimy po roce 1576 byl střediskem reformace.
Později byl na krátkou dobu v držení jedné rodiny, byl přestavěn a rozšířen. Z původního hradu však nic nezůstalo. Zachovaná je pouze hradní kaple z 16. století. Také využití se v průběhu staletí měnilo. Dříve byl využíván jako šlechtické sídlo, po roce 1880 byl užíván jako továrna na výrobu hodin. Také nějaký čas posloužil zámek jako věznice. Také zde byl hrabaty vězněný vůdce rolnických buřičů Georg Schrembser před popravou, provedenou v roce 1597.
Ačkoliv byl ve vlastnictví hrabat ze „Stratenu“, byl zámek v roce 1914 neobyvatelný. Byl zde Internační tábor Karlstein an der Thaya v průběhu první světové války. Byl zde také vězněn v zajetí černohorský generální štáb.
Po válce byl zde internován také maďarský komunistický předák Béla Kun (1886-1939).
Později zámek sloužil jako mládežnická noclehárna a v šedesátých letech také jako domov důchodců.